# Preyssac-d’Excideuil
Preyssac-d’Excideuil település Franciaországban, Dordogne megyében. Lakosainak száma 147 fő (2022. január 1.). Preyssac-d’Excideuil Lanouaille, Anlhiac és Saint-Médard-d’Excideuil községekkel határos.

## Népesség
A település népességének változása:
| Lakosok száma | 118  | 136  | 156  | 139  | 173  | 180  | 161  | 148  | 145  | 147  |
|               | 1968 | 1982 | 1990 | 2006 | 2013 | 2015 | 2017 | 2019 | 2020 | 2022 |